# 黑线姬鼠
黑线姬鼠（学名：Apodemus agrarius），又名赤背條鼠，为鼠科姬鼠属的动物。

## 特征
身体长7～11厘米；尾巴较身体略短；背面为黄褐色，背部中央有一黑褐色纵纹，灰白色腹部。

## 分布
广泛分布于欧亚大陆上，从欧洲、西伯利亚、朝鮮半島、釣魚台、中國及台湾都有分布，近代更藉由歐洲移民傳播至澳大利亞等地，常见于田野、林缘、家舍。该物种的原生地在俄罗斯伏尔加河流域。

## 亚种
- 黑线姬鼠指名亚种（学名：Apodemus agrarius agrarius），Pallas于1771年命名。在中国大陆，分布于新疆（额敏塔城一带）等地。该物种的模式产地在俄罗斯伏尔加流域。[3]
- 黑线姬鼠台湾亚种（学名：Apodemus agrarius insulaemus），Tokuda于1941年命名。分布于台灣本島。该物种的模式产地在台湾。[4]
- 黑线姬鼠东北亚种（学名：Apodemus agrarius mantchuricus），Thomas于1898年命名。在中国大陆，分布于内蒙古东部、黑龙江、辽宁、吉林等地。该物种的模式产地在中国和朝鲜边境。[5]
- 黑线姬鼠长江亚种（学名：Apodemus agrarius ningpoensis），Swinhoe于1870年命名。在中国大陆，分布于江西、贵州、安徽、湖北、四川、江苏、福建、浙江、湖南等地。该物种的模式产地在浙江宁波。[6]
- 黑线姬鼠华北亚种（学名：Apodemus agrarius pallidior），Thomas于1908年命名。在中国大陆，分布于陕西、青海、甘肃、河北、山东、山西、江苏、贵州、宁夏、四川、河南等地。该物种的模式产地在山东曲阜附近。[7]

## 与人类的关系
黑线姬鼠是一种农业害鼠和人兽共患病的宿主，可传播17种疾病，在血吸虫病流行区内是血吸虫的主要宿主之一。